# Мотрулени (Мехединци)
Мотрулени (рум. Motruleni) насеље је у Румунији у жупанији Мехединци у граду Стрехаја. Место се налази на надморској висини од 228 m.

## Становништво
Према подацима из 2002. године у насељу је живело 214 становника, од којих су сви румунске националности.